# Awarau (rivière)
La rivière Awarau  est une rivière du district de Buller dans la région de la West Coast de l’Île du Sud de la Nouvelle-Zélande.

## Geographie
La rivière était habituellement connue sous le nom de Larry's Creek.  La rivière est longue de plus de 12 km et court vers le nord-ouest à partir de sa source dans la chaîne de Victoria Range jusqu’à sa confluence avec la rivière Inangahua au nord de la ville de Reefton.